# Chuckys Baby
Chuckys Baby (Originaltitel: Seed of Chucky) ist eine US-amerikanische Horrorkomödie, welche 2004 in die Kinos kam. Chuckys Baby ist der fünfte Teil der Filmreihe um die Mörderpuppe Chucky alias Charles Lee Ray. Regie führte Don Mancini, der auch das Drehbuch verfasste. Der Film hatte ein Budget von 12 Millionen US-Dollar und spielte brutto weltweit 24,8 Millionen US-Dollar wieder ein. Während die ersten vier Chucky-Teile noch weniger komödiantisch waren, ist dieser Chucky-Film mit viel schwarzem Humor gespickt.

## Handlung
Vorgeschichte: Serienmörder Charles Lee Ray transferiert vor seinem Tod seinen Geist in eine Puppe und begeht als „Chucky“ weiter Morde. Er tötet seine frühere Lebensgefährtin Tiffany und versetzt ihre Seele ebenfalls in eine Puppe. Um wieder Menschen zu werden, brauchen die beiden ein Amulett aus Rays Grab. Die beiden Mörderpuppen zeugen ein Kind, das von Bauchredner Psychs zusammen mit dem Amulett gefunden und als seine neue Bauchrednerpuppe mitgenommen wird.
Jennifer Tilly ist deprimiert, weil ihre Schauspielkarriere augenscheinlich zu Ende ist. Trotzdem hat Jennifer die Hauptrolle für die Hollywoodverfilmung von „Chucky dreht durch“ bekommen. Beim Casting für einen Jesus-Film lernt sie den Regisseur und Rapper Redman kennen und verabredet sich mit ihm bei ihr zu Hause.
Inzwischen hat die Puppe des Bauchredners herausgefunden, dass Chucky und Tiffany seine Eltern sind, nachdem sie sie in einer Fernsehsendung gesehen hat. Sie flüchtet aus ihrem Zuhause, da sie vom Bauchredner schlecht behandelt und gefangen gehalten wurde, und reist nach Hollywood, um ihre Puppeneltern zu finden. Dort trifft sie diese und belebt sie wieder. Da das Kind keine Geschlechtsteile hat, nennt Tiffany es Glenda; Chucky ist jedoch überzeugt, dass es ein Junge ist, und nennt es Glen. Anfangs ist Glen(da) glücklich über seine Eltern. Als es jedoch sieht, wie sie einen Film-Techniker enthaupten, ist es schockiert. Dennoch geht es mit seinen Eltern zu Jennifer Tillys Villa, wo sie sich auf dem Dachboden einnisten.
Obwohl Tiffany Jennifer bewundert, schlägt sie die Schauspielerin als auch den Regisseur Redman bewusstlos. Chucky und Tiffany planen, die Körper der beiden zu übernehmen. Zuvor wollen sie Jennifer als Leihmutter missbrauchen, um ein „komplett ausgestattetes“ Baby zu zeugen, das als Körper für Glen(da) dienen soll, damit Tiffany keine weitere Schwangerschaft durchmachen muss. Chucky masturbiert und Tiffany injiziert sein Sperma in die Vagina der bewusstlosen Jennifer. Sie bemerken, dass ein Paparazzo sie dabei fotografiert hat. Während Tiffany schläft, begeht Glen(da) zusammen mit seinem Vater seinen ersten, ungewollten Mord an dem Sensationsjournalisten. Glen(da) versucht den Mann zwar zu retten, erschreckt den Fotografen jedoch, der versehentlich gegen ein Regal mit einem Glas Säure stößt, welches dem Mann auf den Kopf fällt. Chucky ist davon begeistert und macht ein Foto mit seinem Jungen und dessen ersten Opfer.
Am Morgen bemerkt Jennifer ihre extrem schnell verlaufende Schwangerschaft, woraufhin Redman erklärt, dass sie so nicht im Film mitspielen könne. Darüber ist sie, genau wie Tiffany, empört. Kurzerhand tötet Tiffany Redman. Damit hat sie ungewollt den Körper zerstört, den Chucky für sein neues Leben nutzen wollte. Chucky ist wütend darüber und muss sich einen neuen Wirtskörper beschaffen. Dazu locken sie Jennifers Chauffeur ins Haus, überwältigen ihn und fesseln ihn zusammen mit Jennifer an ein Bett.
Assistentin Joan macht sich Sorgen um ihre Freundin Jennifer und betritt mittels Zweitschlüssel ihr Haus. Dort wird sie von Glen(da) mit Haarspray verbrannt, der plötzlich seine mordlüsterne Seite entdeckt.
Jennifer gebärt Zwillinge, so dass die magische Inbesitznahme der neuen Körper beginnen kann. Glen(da) weiß nicht, ob er nun ein Junge oder ein Mädchen sein will und Chucky will „Chucky – die Mörderpuppe“ bleiben. Tiffany verlässt Chucky, was ihn so wütend macht, dass er ein Messer nach ihr wirft, jedoch den Chauffeur tödlich trifft. Tiffany möchte unbedingt in Jennifers Körper zum Filmstar werden und wirft Chucky das Messer in die Brust. Durch einen stillen Alarm, der unbewusst von Joan mit ihrem Zweitschlüssel ausgelöst wurde, trifft die Polizei ein und Tiffany flieht mit Glen(da).
Die Polizei bringt Jennifer und ihre Zwillinge in eine Klinik, wo man ihre Geschichte nicht glaubt. Tiffany und Glen(da) sind ihr ins Krankenhaus gefolgt. Tiffany betäubt Jennifer, indem sie ihrer Infusion ein Narkotikum beimischt. Sie versucht, in Jennifers Körper zu gelangen, wird aber von Chucky, der ihnen gefolgt ist, mit einer Axt und den Worten „Niemand verlässt mich!“ ermordet. Sterbend bittet Tiffany Glen(da), ein braves Kind zu sein. Glen(da) beweist aber, dass in ihm/ihr ein Killer steckt, als er/sie Chucky aus Rache mit einer Axt zerstückelt.
Fünf Jahre später ist Glen(da) in eine weibliche und männliche Seite aufgespalten, denn er/sie hat seinen Geist in die Körper beider Zwillinge übertragen. Glen ist brav und friedlich, während Glenda brutal und kaltblütig ist. Tiffany, der es offensichtlich gelungen war, doch noch in Jennifers Körper zu gelangen, ermordet das Kindermädchen, weil es aus Angst vor Glenda kündigen will. Glen bekommt ein unbekanntes Geschenk. In dem Paket befindet sich der Arm seines Vaters, welcher den Jungen würgt.

## Kritik
„Fünfter Film um die kriminellen Plastik-Puppen, bei dem der Horror zugunsten eines eigentümlichen Familiendramas in den Hintergrund tritt. Dabei dürfte der groteske Horror-Trash voller Film- und Genrezitate wohl nur bei eingefleischten Fans der spekulativen Serie auf Interesse stoßen.“

 In seiner Kritik auf TV Wunschliste lobt Gian-Philip Andreas den Film als gelungene Neuinterpretation mit stimmiger Mischung aus Teenager-Drama, schwarzem Humor und klassischem Slasher. Positiv hervorgehoben werden die engagierten jungen Darsteller, die queere Repräsentation und der respektvolle Umgang mit der Filmreihe. Trotz der Vorhersehbarkeit und dem Mangel an inhaltlichen Neuerungen biete der Film solide Unterhaltung für Fans.

## Trivia
- Hannah Spearritt spielt Joan, früher war sie Mitglied der erfolgreichen Band S Club 7.
- Jennifer Tilly spielte bereits im letzten Chucky-Film die menschliche Tiffany und sprach die Stimme für Tiffany als Puppe. Jetzt spielt sie sich selbst.
- Im Nachspann sieht man die Darsteller während der Szene, in der sie ermordet wurden oder einen Schock erlitten.
- Die ständigen Versuche des Chauffeurs von Jennifer Tilly, ihr endlich seine Liebe zu gestehen, scheitern den ganzen Film über. Selbst, als er stirbt und es endlich rausbringt, sind diese Worte recht undeutlich.
- Immer, wenn Glen(da) geschockt ist, schließt er/sie sein/ihr linkes Auge und gibt dabei die Geräusche einer Kamera ab. Im rechten Auge treten dabei nur minimale Veränderungen auf.
- Im Film werden Anspielungen auf andere Filme gemacht. Der Name von Chuckys und Tiffanys Kind ist eine Anspielung auf den Film Glen or Glenda von Ed Wood. Beim Finale im Krankenhaus parodiert die Handlung den Horrorfilm Shining von 1980, indem die Mörderpuppe Chucky mit einer Axt die Tür eines Krankenzimmers einschlägt und durch das Loch im Holz blickt. Eine Szene zu Beginn des Films, in der die Puppe Glen mit einem Messer eine Frau unter der Dusche im Badezimmer ersticht, ähnelt stark der berühmten Dusch-Szene in dem Alfred-Hitchcock-Film Psycho von 1960. Ferner werden während der Handlung der Film Erin Brockovich mit Julia Roberts von 2000 und mehrmals der Film Bound – Gefesselt von 1996, ein kommerziell erfolgreicher Thriller, in dem Jennifer Tilly eine Hauptrolle spielt, erwähnt und zitiert.
- In der Szene, in der Chucky und sein Sohn Glen in einem schwarzen Geländewagen durch die Dunkelheit fahren und Popsängerin Britney Spears, die in einem silbernen Mercedes überholt, von der Straße abdrängen, woraufhin das Auto im Graben landet und explodiert, sagt Chucky schadenfroh lachend: „Ups, I did it again!“ Dabei spielt Chucky auf den Song Oops!… I Did It Again an, mit dem Britney Spears im Jahr 2000 einen Hit hatte. In der Rolle der blonden Autofahrerin ist nicht die echte Britney Spears zu sehen, sondern das Double Nadia Dina Ariqat.
- In der Szene, in der Chucky eine Samen-Spende in ein Döschen abgeben soll, blättert er in einer Ausgabe des Horrorfilm-Magazins Fangoria, um sich sexuell zu stimulieren. Dabei handelt es sich um eine viel gelesene amerikanische Filmzeitschrift, die seit 1979 erscheint. Deshalb bedankt sich das Filmteam im Abspann unter dem Abschnitt Special Thanks beim Fangoria-Magazin.
- Während des Abspanns sind die beiden Songs One Way Or Another von Debbie Harry und Nigel Harrison, in der Interpretation der Alternative-Rock-Band Full Blown Rose, und Cut It Up von Fredwreck zu hören.
- Das Filmcover von Chuckys Baby wirbt mit dem Slogan: „Die witzigste Familien-Komödie seit Natural Born Killers“.